# Sheilla Castro
Sheilla Tavares de Castro (Belo Horizonte, 1 de julho de 1983), é uma ex-jogadora de voleibol brasileira. Atuava na posição de oposto, se aposentando em 2022. Atualmente faz parte da comissão técnica da Seleção Brasileira de Voleibol Feminino. É uma das atletas mais vitoriosas da história do esporte brasileiro, vencedora de 2 medalhas de ouro olímpicas, sendo considerada, por muitos especialistas, como uma das maiores jogadoras de voleibol de todos os tempos e uma da maiores atletas brasileiras no geral.

## Biografia e carreira

### Infância e adolescência
Filha de pais divorciados, Sheilla foi criada pelos avós desde os três anos de idade. Aos seis anos, se mudou para o bairro de Lourdes, em frente ao Minas Tênis Clube, estimulando-a a praticar esportes diariamente. Os primeiros contatos com o vôlei foram muito cedo, nas aulas de educação física no Instituto Izabela Hendrix. Em pouco tempo Sheilla já jogava no time do colégio. Aos 13 anos, incentivada pelo técnico e professor do colégio, Olyntho Nunes de Avelar Júnior, fez um teste no Mackenzie Esporte Clube.

### Clubes
Após entrar no Mackenzie em 1997, as atuações no clube levaram Sheilla à primeira convocação para a Seleção Mineira juvenil. A partir daí, Sheilla defendeu o Estado de Minas Gerais em muitas oportunidades, sagrando-se Campeã Brasileira pela primeira vez em 2000. Logo foi convocada para a Seleção Brasileira Juvenil, onde foi Campeã Sul Americana e Mundial. Bernardinho abordou Sheilla a se unir ao Paraná Vôlei Clube, mas o Mackenzie vetou a proposta.
No fim do ano 2000, com apenas 17 anos, Sheilla se transferiu para o o outro time de Belo Horizonte, o MRV/Minas de Fofão e Cristina Pirv, onde atuou por 4 temporadas. Em 2002, era campeã da Superliga.
Enquanto esteve vinculada ao Minas, também atuou pelo Campeonato Paulista por outros clubes através da MRV, patrocinadora do time. Vestiu a camisa da Ponte Preta em 2001 e a do São Bernardo Tênis Clube em 2002 e 2003.
Em 2004, depois de ter se destacado na equipe, Sheilla aceitou um novo desafio: atuar na Itália. Foi contratada pelo Scavolini Pesaro, uma das principais equipes da liga Italiana.
Mais tarde no Pesaro teve a companhia da ponteira da seleção brasileira Marianne Steinbrecher (Mari), e a liderança de tanto o técnico da seleção, José Roberto Guimarães, como seu auxiliar e preparador físico do time, o também brasileiro Ângelo Vercesi. Foi sob o comando de Ângelo que Sheilla sagrou-se campeã do Campeonato Italiano de vôlei e da Copa CEV na temporada 2007/2008.
Em 2008, a atleta voltou ao Brasil para defender a equipe do São Caetano/Blausiegel, juntamente com as companheiras de seleção Mari e Fofão, onde permaneceu pelas temporadas de 2008/2009 e 2009/2010. A equipe do ABC paulista ficou na 3ª colocação da Superliga em ambas as temporadas. Já na Superliga 2010/2011, com o fim da parceria do time de São Caetano com a empresa de medicamentos Blausiegel, Sheilla e Mari se transferiram para a equipe do Unilever/Rio de Janeiro, onde sob o comando de Bernardinho e junto com duas jogadoras da seleção - a líbero Fabi e a levantadora Dani Lins - foram campeãs da Superliga 2010/2011 sobre o Osasco. Na temporada seguinte foram vice-campeãs perdendo para o mesmo Osasco.
Após a final, Sheilla acertou sua transferência para o Sollys/Osasco, onde foi campeã sul-americana e mundial de clubes, inclusive sendo eleita a melhor jogadora do Mundial. Na temporada 2014/2015, jogou pela equipe do VakıfBank da Turquia.
Após embarcar em 2021 para o Athletes Unlimited Volleyball, o campeonato estadunidense de vôlei, pela equipe Blue Storm, Sheilla anunciou ao fim da temporada em 9 de abril de 2022 que se aposentaria, com sua despedida marcada para um jogo festivo dez dias depois, promovido pelo Minas Tênis Clube, com lotação máxima da Arena UniBH. Entitulado de "Set Final", a disputa ocorreu entre o Time Londres e o Time Pequim, aludindo aos títulos olímpicos de Sheilla e contando com vários medalhistas brasileiros. Sheilla jogou em ambos os times e fez o ponto final, dando a vitória ao Time Pequim por 2 sets a 1 (25/21, 22/25 e 26/24). Estiveram em quadra: Gabriela Guimarães, Maurício, Fofão, William, Carol Albuquerque, Macris, Natália, Fernanda Garay, Leandro Vissotto, Thaísa, Fabiana, Fabi, Walewska, Serginho Escadinha, todos medalhistas olímpicos, além de Pri Dairot, Nyeme, Reggiane, Lorrenne, Kisy, Juciely e Leia.

### Seleção
Quando a seleção brasileira sofreu uma crise, no início dos anos 2000, com as então principais jogadoras da seleção pediram dispensa, por problemas de relacionamento com o técnico Marco Aurélio Motta, Sheilla teve a oportunidade de disputar seu primeiro Campeonato Mundial, no ano de 2002. Mas, por contar com jogadoras muito jovens e inexperientes, o Brasil não fez um bom campeonato, amargando a sétima colocação. Com a saída de Marco Aurélio, o técnico José Roberto Guimarães assumiu o posto de comandante da seleção em 2003.A jogadora chegou a participar de alguns campeonatos com a seleção no mesmo ano, mais acabou fora da lista final e não foi as Olimpíadas de Atenas 2004.
Mais tarde, em 2005, a seleção passou por uma inteira renovação, Sheilla foi reconvocada e se destacou na seleção, ajudando na conquista de todos os títulos disputados naquele ano, sendo eleita melhor jogadora em duas competições e ganhando a confiança da torcida. Em 2006, pela Seleção Brasileira mais uma vez deu show e foi bicampeã do Grand Prix e eleita a melhor jogadora do torneio. No mesmo ano, foi vice-campeã mundial, sendo a maior pontuadora do Brasil na competição.
O ano de 2007 foi o ano da decepção, nenhum título pela Seleção Brasileira, sendo o maior destaque a terrível derrota na final do Pan do Rio de Janeiro 2007 para a renovada Seleção de Cuba. A seleção ficou com a medalha de prata na Copa do Mundo de Vôlei, que classificou o time automaticamente para as Olimpíadas de Pequim.

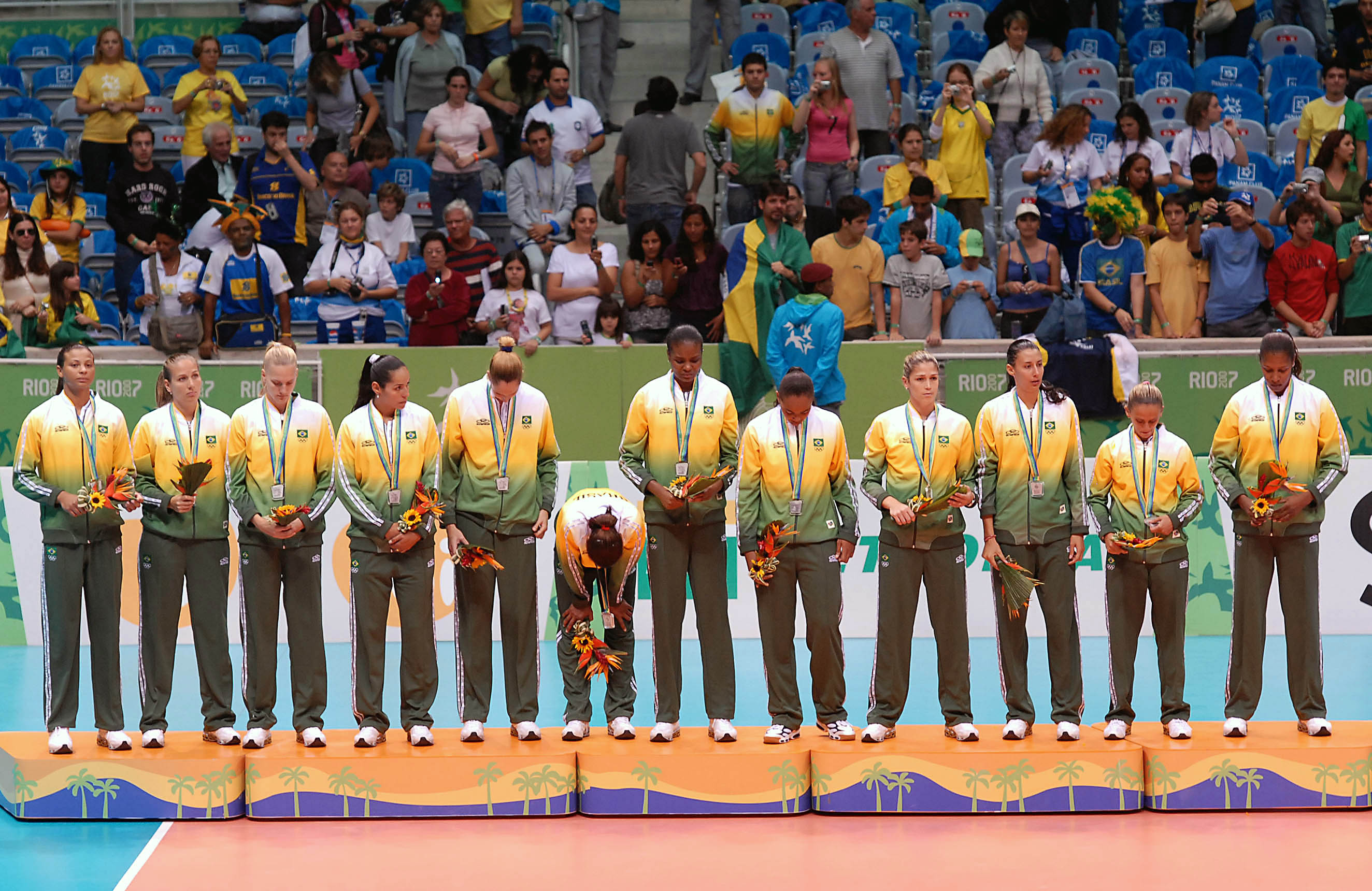
Sheilla com o elenco da seleção que conquistou a medalha de prata nos Jogos Pan-Americanos Rio 2007

Em 2008, Sheilla foi campeã do Grand Prix de Voleibol de 2008 e do torneio de voleibol olímpico. Nas Olimpíadas, foi a maior pontuadora brasileira, e ficou na lista das dez melhores atacantes e das cinco melhores bloqueadoras do torneio.
Depois de ganhar os Jogos Pan-Americanos de 2011, a seleção teve desempenhos abaixo da média nos outros torneios do ano e da primeira metade de 2012, se classificando para as Olimpíadas de Londres apenas na eliminatória sul-americana. Apesar de chegar desacreditada a Londres e beirar a desclassificação na primeira fase, Sheilla ajudou a seleção a chegar ao bicampeonato olímpico, sendo escolhida como Melhor Sacadora da competição. No final de 2012, foi eleita pelo Comitê Olímpico Brasileiro a Melhor Atleta do Ano, em votação popular.

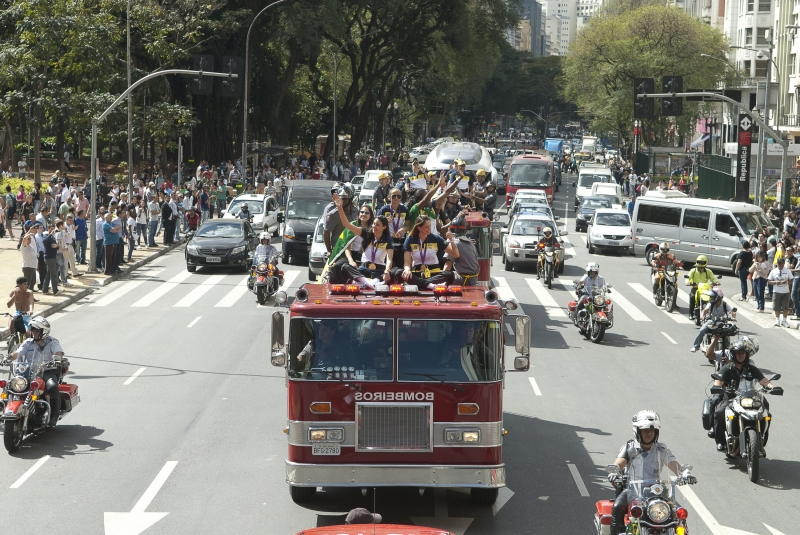
Sheilla com a seleção feminina desfilando pelas ruas de São Paulo após a conquista do bicampeonato olímpico em Londres 2012.

Após chegar como uma das favoritas ao tricampeonato olímpico na Rio 2016, a seleção brasileira acabou sendo superada pelas chinesas nas quartas de finais da olimpíada, logo após a derrota Sheilla anunciou que estava deixando a seleção feminina, com 14 anos na seleção e vários títulos ela e sua amiga Fabiana se despediram em uma dolorosa derrota, que ficaria marcada pra sempre na história da geração mais vitoriosa do vôlei feminino do Brasil.
No final de 2019, Sheilla voltou para a seleção, disputando o Campeonato Sul-Americano de Voleibol Feminino e a Copa do Mundo de Voleibol Feminino como reserva. Sua última disputa pela seleção foi a Liga das Nações de 2021, em Rimini, na Itália, conquistando o segundo lugar e levando a medalha de prata para casa.

### Aposentadoria
Após deixar as quadras, Sheilla fez parte da comissão técnica do Minas Tênis Clube na temporada 2021-22. Em agosto de 2023, foi anunciada como membro da comissão técnica da Seleção Brasileira de Voleibol Feminino.

## Vida pessoal
Em 20 de abril de 2013 casou-se com Brenno Blassioli, ex-jogador e técnico de basquete do Esporte Clube Pinheiros. No dia 05 de novembro de 2018, nasceram suas filhas gêmeas. Em 2021, o casal se separou. Após a separação namorou sua companheira de equipe Gabi Guimarães até se separarem em 2024.

## Títulos

### Seleção
- Jogos Olímpicos de Verão: 2008, 2012
- Grand Prix de Voleibol: 2005, 2006, 2008, 2009, 2013, 2014 e 2016[30]
- Sul-Americano de Vôlei Feminino: 2005, 2007, 2009, 2011, 2013, 2015 e 2019
- Bicampeã da Copa dos Campeões de Volei: 2005, 2013
- Copa Pan-Americana: 2006, 2009, 2011
- Campeã Sul Americana Juvenil: 2000
- Campeã Mundial Juvenil: 2001

### Clubes
VakıfBank
- Campenato Turco – 2015-16[31]
- Supercopa Turca – 2014[32]

Osasco
- Copa do Brasil de Vôlei – 2014
- Campeonato Paulista de Voleibol – 2013
- Sul Americano de Clubes – 2012
- Mundial de Clubes de Volei Feminino – 2012
- Campeonato Paulista de Voleibol – 2012

Unilever
- Campeonato Carioca de Voleibol – 2011
- Superliga de Volei – 2010/2011

Pesaro
- Campeã CEV Cup – Scavolini Pesaro 2006 e 2008
- Campeã Italiana – Scavolini Pesaro 2008
- Campeã da Supercopa Italiana – Scavolini Pesaro 2006
- Campeã do Troféu Valle d'Aosta (2005 e 2006)
- Campeã do Montreaux Volley Masters, ex-BCVCup (2005, 2006 e 2009)

Minas
- Sul Americano de Clubes – 2020
- Superliga de Volei – MRV/Minas 2001/2002
- Campeonato Mineiro de Voleibol – 2002 e 2003
- Campeã Brasileira Juvenil – 2000
- Torneio de Voleibol Final Four, Fortaleza – 2008
- Montreal Volley Masters (bronze) – 2003

### Títulos individuais
- MVP do Troféu Valle d'Aosta (2005)
- MVP da Copa dos Campeões (2005)
- Maior Pontuadora da Copa dos Campeões (2005)
- Maior Pontuadora do Campeonato Italiano (2006/2007)
- MVP do Campeonato do Italiano (2006/2007)
- Melhor Saque da Copa CEV (2006)
- MVP do Grand Prix de Voleibol (2006)
- Melhor Atacante do Sul-Americano (2007)
- MVP da Final do Voleibol nos Jogos Olímpicos de Pequim (2008)
- Melhor Atacante da Superliga Brasileira de Voleibol (2008)
- Maior Pontuadora da Superliga Brasileira de Voleibol (2008)
- MVP do Grand Prix de Voleibol (2009)
- Melhor Sacadora da Superliga Brasileira de Voleibol (2009/2010)
- Melhor Atacante da Superliga Brasileira de Voleibol (2009/2010)
- MVP da Superliga Brasileira de Voleibol (2010/2011)
- Melhor Atacante da Superliga Brasileira de Voleibol (2010/2011)
- Melhor Pontuadora da Superliga Brasileira de Voleibol (2010/2011)
- MVP da Copa Pan-Americana (2011)
- MVP do Sul-Americano (2011)
- Melhor Sacadora da Superliga Brasileira de Voleibol (2011/2012)
- Melhor Atacante da Superliga Brasileira de Voleibol (2011/2012)
- Melhor Sacadora da Olimpíada de Londres 2012[33]
- Maior Pontuadora do Campeonato Mundial de Clubes (2012)
- MVP do Campeonato Mundial de Clubes (2012)
- Atleta do Ano (2012)[34]
- Melhor Oposto do Grand Prix de Voleibol (2014)[35]
- Melhor Oposto do Mundial de Voleibol (2014)
- Melhor Atacante do Grand Prix de Voleibol (2016)[36]